# 詫摩治通
詫摩 治通（たくま はるみち、生没年不詳）は、江戸後期の薩摩藩士。通称・彦輔。先代は詫摩意周。
詫摩氏は今和泉郷の郷士で、島津氏の一門家である今和泉島津家の重臣・差次三家の一つである。島津忠喬時代頃から今和泉家に出仕し、世子時代から仕えた島津忠剛の側近を務め、また使者としても活動している。没年は不詳だが島津忠冬・忠敬の代にも名が見える。

## 登場作品
テレビドラマ
- 『篤姫』（2008年、NHK大河ドラマ、演：少路勇介）